# Cruzada Livónia
Cruzada Livónia refere-se à conquista alemã e dinamarquesa da Livónia, no território que agora é a Letónia e a Estónia, durante as Cruzadas do Norte. Estas terras foram as últimas da Europa a serem cristianizadas.
A 2 de fevereiro de 1207, o estado eclesiástico chamado Terra Mariana foi estabelecido como principado do Sacro Império Romano Germânico, e foi proclamado pelo Papa Inocêncio III em 1215 como súbdito da Santa Sé.
Depois do sucesso da cruzada, os territórios ocupados pelos alemães e os dinamarqueses foram divididos em seis principados feudais por Guilherme de Módena.

## História

### Guerra contra os livónios e os lategálios (1198-1209)

Tribos bálticas, circa 1200

O cristianismo chegou à Letónia com os suecos no século IX e com os dinamarqueses no XI. Por esses anos os comerciantes alemães começaram a chegar na segunda metade do século XII para comerciar pela antiga rota Daugava-Dniepre para Bizâncio, muitos letões já tinham sido batizados. Meinardo de Segeberga chegou à Livlândia (como chamado em alemão) em 1184 com a missão de converter os livónios pagãos e foi consagrado como seu bispo em 1186.
Os livónios autótonos (livs), que tinham estado a pagar tributos ao Principado de Polotsk, e estavam frequentemente baixo ataque pelos seus vizinhos do sul os semigalianos, num primeiro momento consideraram os alemães serem aliados úteis. A primeira personalidade livónia de relevância a converter-se foi o seu líder Caupo de Turaida.
O Papa Celestino III apelou para uma cruzada contra os pagãos na Europa do Norte em 1193. Quando as formas pacíficas de conversão falharam, o impaciente Meinardo quis converter os livónios pela força. Ele morreu em 1196, tendo falhado na sua missão. O seu sucessor, o bispo Bertoldo de Hanôver, chegou com um grande contingente de cruzados em 1198. Pouco depois, enquanto estava a comandar a suas tropas na batalha, foi rodeado e assassinado e as suas forças derrotadas.
Para vingar a derrota de Bertoldo, o Papa Inocêncio III fez uma bula declarando a cruzada contra os livónios. Alberto de Riga, consagrado bispo em 1199, chegou no ano seguinte com uma grande força armada, fundou Riga e estabeleceu a sede do ser bispado nela em 1201. Em 1202 ele formou a ordem dos Irmãos Livónios da Espada para ajudar na conversão dos pagãos ao cristianismo e, mais importante, assegurar o controlo germânico do comércio.

### Guerra contra os estónios (1208-1227)

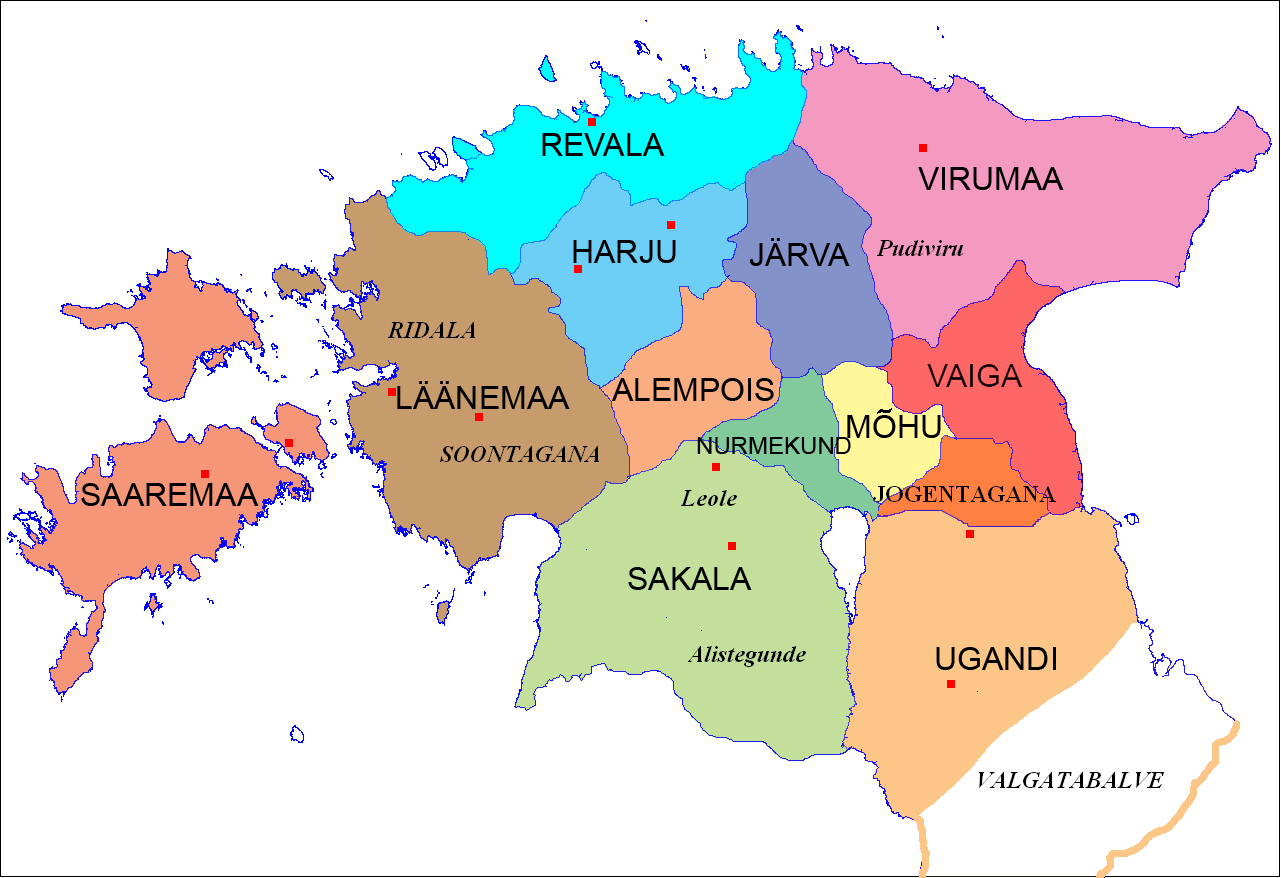
Condados da Antiga Estónia

Por volta de 1208 os cruzados eram suficientemente fortes para começar operações contra os estónios, os quais naquela altura estavam divididos em oito grandes condados e sete pequenos, liderados por anciãos com uma cooperação limitada entre eles. Com a ajuda dos recentemente conversos os autótonos livónios e lategálios, os cruzados iniciaram incursões no sul da Estónia, mais especificamente nos condados de Sakala e de Ugandi. As tribos estónias resistiram ferozmente os ataques de Riga e ocasionalmente saquearam territórios controlados pelos cruzados. Em 1208-27, partidários dos diferentes bandos fizeram alvoroço pela Livónia, Lategália, e outros condados estónios, com os livónios, lategálios e russos da República da Novogárdia servindo tanto como aliados de ambos bandos. Os castros, os quais eram os locais chave dos condados estónios, foram cercados, capturados e re-capturados muitas vezes. Um impasse entre ambos lados foi estabelecido por três anos (1213-1215). Provou ser, em geral, mais favorável aos alemães, os quais consolidaram a sua posição política, enquanto os estónios eram incapazes de desenvolver o seu sistema instável de alianças num estado centralizado. Os estónios eram liderados por Lembitu, ancião, o qual tornou-se a figura central da resistência estónia. O líder cristão livónio Caupo foi morto na Batalha do Dia de São Mateus, o 21 de setembro de 1217 mas Lembitu também foi morto, e a batalha foi uma derrota crucial para os estónios.

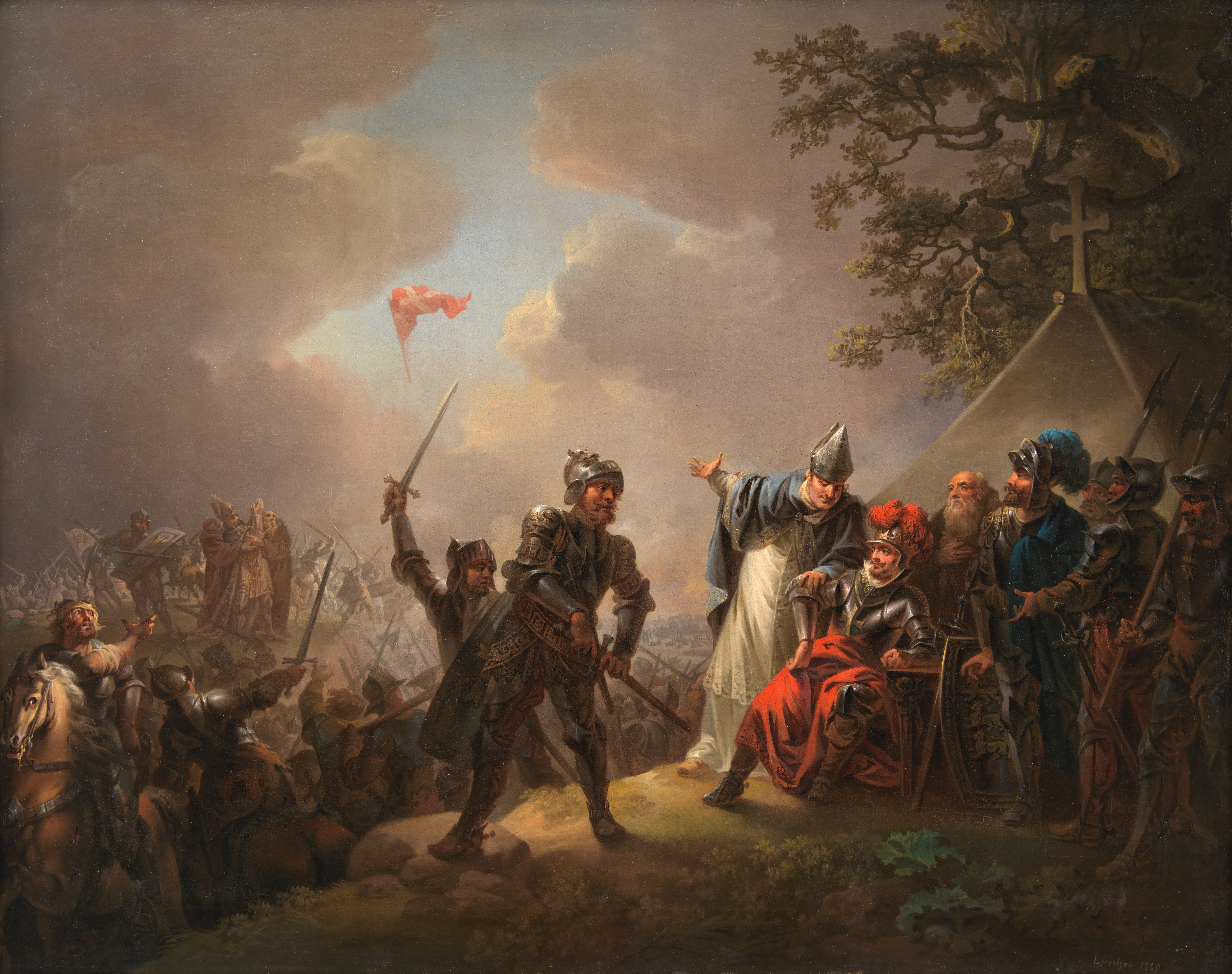
A Dannebrog a cair do céu durante a Batalha de Lyndanisse, em 1219.

Os reinos cristãos da Dinamarca e da Suécia também estavam interessados em estender a sua influência no canto este do Báltico. Em 1218 chamou ao rei Valdemar II da Dinamarca para ajudá-lo, mas Valdemar porém escolheu fazer uma aliança com a Ordem. O rei foi vitorioso na Batalha de Lyndanisse em Revala em 1219,na qual atribui-se a origem da bandeira da Dinamarca (Dannebrog). Ele depois fundou a fortaleza de Castrum Danorum, contudo a fortaleza foi atacada pelos estónios mas sem sucesso, além disso havia de tornar-se com o tempo num importante centro comercial e na capital da Estónia, Taline. O rei João I da Suécia tentou em vão estabelecer uma presença na província de Wiek, mas as suas tropas foram derrotadas pelos osilianos na Batalha de Lihula em 1220. A Revala, o Harjumaa e a Virónia, todo o norte da Estónia ficou baixo o domínio dinamarquês.
Durante 1223, todos os fortes cristãos à exceção de Taline caem em mãos estonianas, com os seus defensores mortos. Por volta de 1224 todas as grandes fortalezas são reconquistadas pelos cruzados, à exceção da de Tartu, a qual for defendida por uma determinada guarnição estónia. Tartu foi finalmente capturada pelos cruzados liderados pelo bispo Hermano em 1224. O 31 de dezembro de 1224 o papa Honório III escolheu a Guilherme de Módena como o seu legado para a Prússia, a Livónia, a Holsácia e outros territórios nas costas bálticas, depois de Alberto de Riga ter pedido um legado para a região.
Em 1224, os Irmãos Livónios da Espada estabeleceram o seu centro de operações em Fellin (Viljandi) em Sakala, onde as muralhas do castelo do mestre ainda está em pé. Outros fortes foram Wenden (Cēsis), Segewold (Sigulda) e Ascheraden (Aizkraukle). A Crónica de Henrique da Livónia, uma das maiores narrativas medievais, foi escrita provavelmente como um boletim para Guilherme de Módena, fornecendo-nos informação sobre a história da Igreja na Livónia do seu tempo.

#### Guerra contra Saaremaa (1206-1261/1343-1345)

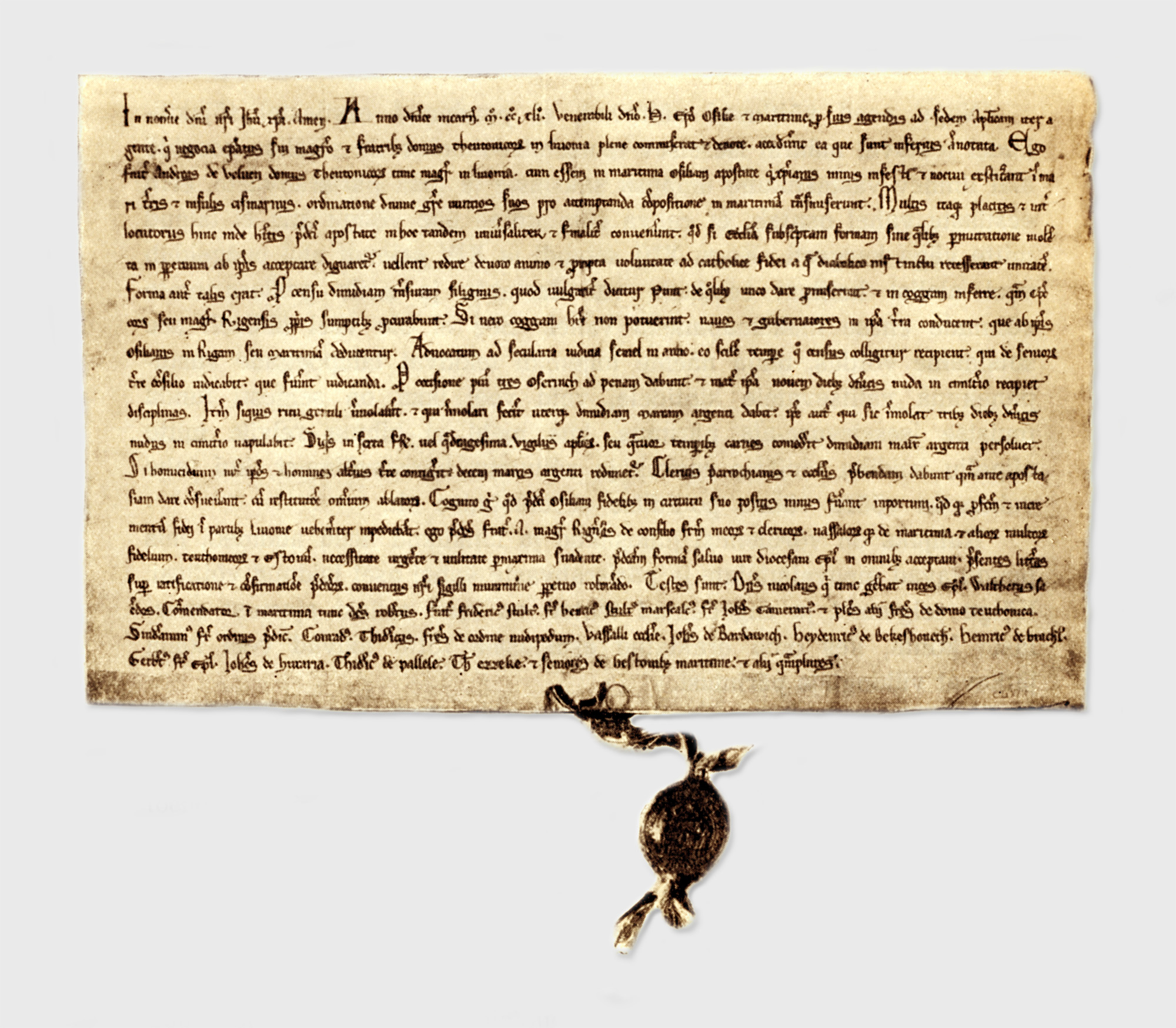
O Tratado de 1241 entre a Ordem Livónia, o Bispado de Ösel-Wiek e os osilianos nos Arquivos Nacionais da Suécia.

O último condado estónio a resistir aos invasores foi a ilha de Saaremaa (Ösel). A Dinamarca começou a guerra em 1206, quando uma armada dinamarquesa liderada pelo rei Valdemar II desembarcou em Saaremaa e tentou estabelecer um forte, sem sucesso. Em 1216 os Irmãos Livónios da Espada e o bispo Teodorico invadiram a ilha quando o mar tinha congelado. Os autótonos vingaram-se fazendo incursões em partes da Livónia na primavera seguinte. Em 1220 uma armada sueca liderada pelo rei João I e o bispo Carlos de Lincopinga capturaram Lihula na Rotália, praça situada muito perto de Saaremaa. Os osilianos atacaram a fortificação e mataram toda a guarnição que a defendia incluindo o bispo Carlos de Lincopinga.
Em 1222, o rei dinamarquês Valdemar II tentou uma segunda conquista de Saaremaa, desta vez estabelecendo uma fortaleza de pedra salvaguardada por uma guarnição. O forte foi cercado e rendeu-se em cinco dias, a guarnição dinamarquesa voltou a Reval mas tiveram que deixar a Teodorico e outros como reféns para a paz. O castelo foi destruído pelos autótonos.
Em 1227, os Irmãos Livónios da Espada, a cidade de Riga e o Bispado de Riga organizaram um ataque combinado contra Saaremaa. Depois da rendição dos dois maiores fortes osilianos, Muhu e Valjala, os osilianos foram obrigados a aceitar formalmente o cristianismo.
Depois da derrota dos Irmãos Livónios da Espada na Batalha de Saule em 1236, os osilianos retomam a luta em Saaremaa.
Em 1241 os osilianos uma vez mais aceitaram o cristianismo assinando tratados com o líder da Ordem Livónia, Andreas de Velven e o Bispado de Ösel-Wiek. Este foi seguido por um tratado assinado em 1255 pelo mestre da Ordem, Anno Sangerhausenn, e, do lado dos osilianos, cujos nome dos anciãos foram foneticamente transcrevidos pelos escrivães latinos como Ylle, Culle, Enu, Muntelene, Tappete, Yalde, Melete, e Cake. O tratado garantiu aos osilianos vários direitos distintivos salvaguardando a independência da terra, a ordem social e a prática da religião.
A guerra voltou em 1261 porque os osilianos renunciaram novamente ao cristianismo e mataram todos os alemães na ilha. Um tratado de paz foi assinado depois da união das forças da Ordem Livónia, do Bispado de Ösel-Wiek e a Estónia Dinamarquesa, derrotaram os osilianos capturando o seu forte em Kaarma. Pouco depois, a Ordem Livónia estabeleceu um forte de pedra em Pöide.

### Guerra contra os curónios e os semigalianos (1219-1290)

Livónia medieval, circa 1260.

Depois das derrotas dos estónios, a cruzada movilizou-se contra os curónios (1242-1267), os semigalianos (1219-1290), as tribos bálticas que viviam que ao sul e oeste do rio Daugava e aliados próximos dos samogícios.
Depois da derrota na Batalha de Saule pelos samogícios e os semigalianos, os sobreviventes dos Irmãos Livónios da Espada foram re-organizados em 1237, como uma subdivisão da Ordem Teutónica e vieram a ser conhecidos como a Ordem Livónia. Os cruzados finalmente conseguiram dominar os curónios em 1269 mas não seria até 1290 quando o último foco de resistência, os semigalianos, haviam de ser derrotados. A parte sul dos territórios ficaram baixo o domínio do Grão-Ducado da Lituânia.

## Consequências
Depois da conquista as populações locais foram cristianizadas. Em 1535, foi impresso o primeiro livro em estónio que era um catecismo luterano.
A região foi dividida em seis principados feudais pelo legado papal Guilherme de Módena: Arcebispado de Riga, Bispado da Curlândia, Bispado de Dorpat, Bispado de Ösel-Wiek, as terras pertencentes aos Irmãos Livónios da Espada e o dominium directum do rei da Dinamarca, o Ducado da Estónia.
Em 1227 os Irmãos Livónios da Espada conquistaram todos os territórios dinamarqueses no norte da Estónia. Depois da Batalha de Saule os membros sobreviventes uniram-se à Ordem Teutónica em 1237 em tornaram-se conhecidos como a Ordem Livónia. Em 1238 pelo Tratado de Stensby os cavaleiros teutónicos devolveram o Ducado da Estónia a Valdemar II, até que em 1346, depois da Revolta da Noite de São Jorge as terras foram vendidas e voltaram para o domínio da Ordem fazendo parte do Estado da Ordem Teutónica.